# Gruboskórzec wyspowy
Gruboskórzec wyspowy (Schistometopum thomense) – gatunek endemicznego płaza beznogiego z rodziny Dermophiidae występujący na Wyspie Świętego Tomasza. Cechuje się wydłużonym, żółtym ciałem i zasiedla głównie miękkie gleby lasów wtórnych i pierwotnych. Drapieżnik, poluje na bezkręgowce. Jest to gatunek żyworodny, którego zapłodnienie jest wewnętrzne. Gatunek najmniejszej troski (LC) w związku z m.in. dużymi rozmiarami populacji.

## Wygląd
Ciało wydłużone, brak kończyn. Występuje 89–105 poprzecznych pierścieni (łac. annuli), 94–109 kręgów oraz 12–25 zębów na wyrostku dziobiastym żuchwy (ang. splenial teeth). Głowa nachylona od czubka czoła w kierunku końca szczęki górnej. Jama ustna znajduje się na brzusznej części ciała i jest zagłębiona. Szczątkowe oczy widoczne przez skórę. Łuski obecne w przedniej części ciała. Samce dorastają do 13,5–34,4 cm, a samice do 12,9–35,0 cm. Nowo narodzone osobniki mierzą 9,1–11,8 cm i wyglądają identycznie jak osobniki dorosłe. Najdłuższy zmierzony osobnik mierzył 37,5 cm. Ciało ma kolor od jaskrawożółtego do ciemnożółtego. Mogą występować również fioletowobrązowe plamki. Występuje zmienność w długości i ubarwieniu pomiędzy różnymi populacjami.

## Zasięgi siedlisko
Endemit, występuje wyłącznie na Wyspie Św. Tomasza, jednej z wysp Wysp Świętego Tomasza i Książęcej, na wysokościach bezwzględnych 0–1440 (potencjalnie więcej) m n.p.m. Spekuluje się, że gatunek ten jest rzadziej spotykany w suchszych północno-zachodnich obszarach wyspy. Opisano również niepotwierdzony przypadek osobnika znalezionego w pasmie górskim Ruwenzori w Demokratycznej Republice Konga. Zasięg występowania wynosi 950 km². Blisko spokrewniony gatunek, Schistometopum gregorii, występuje w Afryce Wschodniej – Kenii i Tanzanii, co sugeruje, że przodek gruboskórca wyspowego, tak jak inne płazy Wysp Świętego Tomasza i Książęcej, skolonizował te wyspy z Afryki Wschodniej, a nie Zachodniej. 
Na Wyspie Św. Tomasza gatunek ten zasiedla nizinne lasy wtórne, plantacje, użytki rolne, lasy pierwotne na terenach wyżynnych, a także kamieniste i piaszczyste tereny nadbrzeżne. Płaz ten zazwyczaj spotykany jest pod gnijącą roślinnością, stertami śmieci, a także w powierzchownych norach, które kopie zazwyczaj po opadach deszczu. Podczas pory suchej gatunek ten przebywa głębiej w glebie (do 20 cm pod ziemią). Zasiedla również twardo ubite gleby, jednakowoż rzadziej niż gleby miękkie. Temperatury gleby w obszarach, w których płaz ten był łapany w różnych badaniach wyniosły 21,4–25,2°C w czerwcu oraz 18,3–27,1 °C w październiku i wrześniu.

## Dieta i sposób odżywiania się
Analiza treści żołądkowej wykazała, że gatunek ten żywi się głównie dżdżownicami, ale także parecznikami, mrówkami oraz roztoczami. Wykazano również, że osobniki dorosłe żywią się zarówno gatunkami epigeicznymi (zasiedlającymi powierzchnię gleby) jak i endogeicznymi (żyjącymi w glebie), natomiast osobniki młode wyłącznie gatunkami endogeicznymi. Gatunek ten najprawdopodobniej poluje głównie z zasadzki, do aktywnego polowania może dochodzić w godzinach wieczornych. Podczas polowania może wystawiać górną połowę ciała poza norę i w tej pozie czekać w bezruchu na ofiarę. Osobniki przetrzymywane w niewoli odżywiają się głównie w godzinach 18–24. 

## Rozmnażanie i rozwój
Gatunek żyworodny. Tak jak inne płazy beznogie, samce tego gatunku posiadają wysuwany narząd kopulacyjny – phallodeum, którym wewnętrznie zapładnia samicę. W niewoli samice rozmnażają się co dwa lata, a młode osobniki nie posiadają stadium larwalnego.  

## Status
Gatunek najmniejszej troski (LC) w związku z dużymi rozmiarami populacji i dobrze rozwiniętymi możliwościami adaptacyjnymi. 